# Louis Adamic

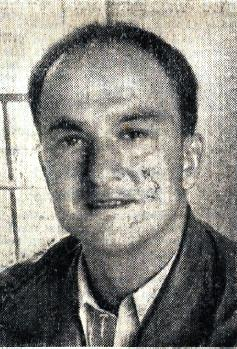
Louis Adamic

Louis Adamic (* 23. März 1899 in Praproče pri Grosupljem, heute Slowenien; † 4. September 1951 in Milford, New Jersey, USA) war ein Journalist und Schriftsteller. Er schrieb über das Schicksal der amerikanischen Minderheiten, besonders der Einwanderer zu Beginn des 20. Jahrhunderts.

## Leben
1913 wanderte er in die USA aus. Im Jahr 1918 erhielt er die Staatsbürgerschaft der Vereinigten Staaten. In seinem ersten Bucherfolg Laughing in the Jungle (1932) beschrieb er den American melting pot, der aus seiner Sicht versagte.
Mit Hilfe eines Guggenheim-Stipendiums unternahm er 1933 und 1934 eine einjährige Reise nach Jugoslawien. Dort konnte er seine slowenische Familie besuchen, traf aber bei seiner folgenden Rundreise durch alle Landesteile auch führende Politiker und Künstler des Königreiches. Als Resultat seiner Reise erschien 1934 The Native’s Return. Das Buch, eine Mischung aus Reisebeschreibung und sozialpolitischem Essay, stach durch seine harsche Kritik an der Königsdiktatur König Alexanders hervor.
Zurück in den Vereinigten Staaten schrieb er u. a. Grandsons (1935), Cradle of Life (1936) sowie den Roman The House in Antigua (1937). In My America (1938), das sowohl Lebenserinnerungen als auch sozialphilosophische Betrachtungen enthält, beschreibt er seine Vision eines geeinten Amerikas, das die ethnischen Spannungen überwindet. Ab 1940 war er Herausgeber des Magazins Common Ground, das die multiethnische Kultur Amerikas behandelte. Während und nach dem Zweiten Weltkrieg unterstützte er Josip Broz Titos kommunistische Bewegung. Zeitweise war er Mitglied der IWW.
Am 4. September 1951 wurde er erschossen aufgefunden. Es gab Vermutungen über Mord aufgrund seiner politischen Ansichten, als offizielle Todesursache gilt aber Suizid.

## Auszeichnungen
- 1932: Guggenheim-Stipendium
- 1941: Anisfield-Wolf Book Award für From Many Lands

## Werke (Auswahl)
- Laughing in the Jungle. The Autobiography of an Immigrant in America. Harper & Brothers, London/New York 1932.
- The Native's Return. An American Immigrant Visits Yugoslavia And Discovers His Old Country. Harper & Brothers, London/New York 1934.
- Dynamit – Geschichte des Klassenkampfes in den USA (1880–1930). München: Trikont-Verlag, 1974. ISBN 978-3-920385-66-2.
- My America: 1928-1938. Da Capo Press, ISBN 0-306-70801-9.